# Ozero Akshasor
Ozero Akshasor är en saltsjö i Kazakstan. Den ligger i den norra delen av landet, 260 km nordväst om huvudstaden Astana. Arean är 2,4 kvadratkilometer.